# Järvijängänjärvi
Järvijängänjärvi är en sjö i Finland. Den ligger i kommunen Savukoski i landskapet Lappland, i den norra delen av landet, 900 km norr om huvudstaden Helsingfors. Järvijängänjärvi ligger 282,1 meter över havet. Omgivningarna runt Järvijängänjärvi är i huvudsak ett öppet busklandskap. Arean är 12,3 hektar och strandlinjen är 1,54 kilometer lång. Sjön  ingår i Kemi älvs huvudavrinningsområde. 